# WASP-58
WASP-58 — звезда, которая находится в созвездии Лира на расстоянии приблизительно 978 световых лет от нас. Вокруг звезды обращается, как минимум, одна планета.

## Характеристики
WASP-58 представляет собой звезду 11,6 видимой звёздной величины. Она принадлежит к классу жёлтых карликов, и по своим параметрам напоминает наше Солнце. Её масса и радиус составляют 0,94 и 1,17 солнечных соответственно. Температура поверхности звезды приблизительно равна 5800 кельвинов. Возраст звезды оценивается приблизительно в 3,2 миллиарда лет.

## Планетная система
В 2011 году группой астрономов, работающих в рамках программы SuperWASP, было объявлено об открытии планеты WASP-58 b в системе. Это горячий газовый гигант, имеющий эффективную температуру 1270 кельвинов. Он обращается на расстоянии 0,05 а.е. от родительской звезды, совершая полный оборот за пять суток. Открытие планеты было совершено транзитным методом.